# باحال باش
باحال باش (به انگلیسی: Be Cool) فیلمی است محصول سال ۲۰۰۵ و به کارگردانی اف. گری گری است. در این فیلم بازیگرانی همچون جان تراولتا، اوما تورمن، وینس وان، سدریک اینترتینر، آندره ۳۰۰۰، استیون تایلر، کریستینا میلان، هاروی کایتل، دواین جانسون، دنی دویتو، رابرت پاستریولی، پل آدلستین، آریل کبل، دبی مازار، گرگوری آلن ویلیامز، ست گرین، جیمز وودز و کیمبرلی جی براون ایفای نقش کرده‌اند.

## خلاصه
یک دهه از زمانیکه چیلی پالمر (چیپلی پالمر) به استعداد نزول خواری خود پی برد و از ان در معاملات و فعالیتهای تجاری هالیوود استفاده کرد و صنعت فیلمسازی را به تسخیر خود درآورد می گذرد.